# 津島市立西小学校
津島市立西小学校（つしましりつ にししょうがっこう）は、愛知県津島市にある公立小学校。1873年（明治6年）に協同学校として設立された学校にルーツを持ち、1973年（昭和48年）に100周年記念事業を行っている。1872年（明治5年）に設立された義校にルーツを持つ津島市立南小学校に次いで、津島市で2番目に歴史の古い小学校である。
校区は
| 天王通り1～2丁目 | 全域 | 大和町1～2丁目     | 全域  |
| 高屋敷町         | 全域 | 上之町1～2丁目     | 全域  |
| 上河原町         | 全域 | 城山町1丁目        | 全域  |
| 本町1～3丁目     | 全域 | 江川町1～2丁目     | 全域  |
| 寿町             | 全域 | 申塚町1丁目        | 一部※ |
| 池須町           | 全域 | 申塚町2丁目        | 全域  |
| 橋詰町1～3丁目   | 全域 | 瑠璃小路町1～2丁目 | 全域  |
| 金町             | 全域 | 南門前町1～3丁目   | 全域  |
| 横町             | 全域 | 河原町             | 全域  |
| 筏場町           | 全域 | 観音町             | 一部※ |
| 片町1～2丁目     | 全域 | 上新田町1～3丁目   | 全域  |
| 永楽町2丁目      | 全域 | 河田町1～2丁目     | 全域  |
| 大慶寺町         | 全域 | 松ヶ下町           | 全域  |
| 中地町1～4丁目   | 全域 | 一本木町           | 全域  |
| 東中地町1～3丁目 | 全域 | 下新田町1～5丁目   | 全域  |
| 浦方町           | 全域 | 大縄町1～9丁目     | 全域  |
| 祢宜町           | 全域 | 宮川町1～3丁目     | 全域  |
| 神明町           | 全域 | 老松町             | 全域  |
| 馬場町           | 全域 | 江西町1～4丁目     | 全域  |
| 中之町           | 全域 | 江東町1～3丁目     | 全域  |

## 歴史
- 1873年（明治6年）12月5日 : 協同学校として創立される（向島村祢宜町）。
- 1876年（明治9年）5月1日 : 向島学校に改称。
- 1887年（明治20年）4月1日 : 尋常小学向島学校に改称。
- 1892年（明治25年）10月1日 : 向島尋常小学校に改称。
- 1912年（大正元年）12月1日 : 津島第二尋常小学校に改称。
- 1941年（昭和16年）4月1日 : 津島町第二国民学校に改称。
- 1947年（昭和22年）4月1日：津島市立第二小学校に改称。
- 1948年（昭和23年）9月18日 : 津島市立西小学校に改称。
- 1967年（昭和42年）7月11日 : プール竣工。
- 1973年（昭和48年）11月28日 : 創立100周年。
- 1988年（昭和63年）2月29日 : 現校舎完成。
- 1997年（平成9年）3月 : 体育館完成。
- 1999年（平成11年）9月 : コンピュータ教室完成。